# Kees vliegt uit
Kees vliegt uit is een documentaire van Monique Nolte uit 2023. De film gaat over Kees Momma (1965) en is een vervolg op de documentaires Trainman uit 1998 en Het beste voor Kees uit 2014.
Kees is autistisch en woont bij zijn ouders, Willem en Henriëtte. Na de gebeurtenissen uit Het beste voor Kees hebben zijn ouders een huis voor Kees gekocht aan de overkant van de straat.
Kees trekt zich het liefst terug in zijn eigen ideale wereld: een plek waar niemand zijn neus ophaalt, waar er geen simpele begroetingen zijn en waar de temperatuur altijd aangenaam is. In deze wereld reist Kees iedere dag met zijn modeltrein en tekent hij grachtenpanden met uiterste precisie na, geheel in Kees-Momma-stijl. Zijn ouders helpen hem om de bedreigende buitenwereld te vermijden en draaglijk te maken. Echter, naarmate zijn ouders ouder worden en er duidelijke tekenen van ouderdom beginnen te verschijnen, voelt Kees dat hij klaar is om zelfstandig te zijn en uit te vliegen.
In de documentaire volgt Nolte het onvermijdelijke losmakingsproces tussen Kees en zijn ouders.
1896-1909 · 1910-19 · 1920-29 · 1930-39 · 1940-49 · 1950-59 · 1960-69 · 1970-79 · 1980-89 · 1990-99 · 2000-09 · 2010-19
· 2020-29